# 桑德加普 (阿肯色州)
桑德加普（英語：Sand Gap）是位於美國阿肯色州波普縣的一個非建制地區。該地的面積和人口皆未知。

## 地理
桑德加普的座標為35°43′15″N 93°05′46″W / 35.72083°N 93.09611°W，而該地的平均海拔高度為598米（即1962英尺）。